# Cantón de Tallano-Scopamène
El cantón de Tallano-Scopamène era una división administrativa francesa, que estaba situada en el departamento de Córcega del Sur y la región de Córcega.

## Composición
El cantón estaba formado por doce comunas:
- Altagène
- Aullène
- Cargiaca
- Loreto-di-Tallano
- Mela
- Olmiccia
- Quenza
- Sainte-Lucie-de-Tallano
- Serra-di-Scopamène
- Sorbollano
- Zérubia
- Zoza

## Supresión del cantón de Tallano-Scopamène
En aplicación del Decreto n.º 2014-229 de 24 de febrero de 2014, el cantón de Tallano-Scopamène fue suprimido el 22 de marzo de 2015 y sus 12 comunas pasaron a formar parte del nuevo cantón de Sartenais-Valinco.